# Bad Waltersdorf
Bad Waltersdorf är en ort och kommun i distriktet Hartberg-Fürstenfeld i förbundslandet Steiermark i Österrike.
Kommunen består av tio orter (Ortschaften) (inom parentes invånarantal 1 januari 2024):

- Bad Waltersdorf (1 069)
- Geier (234)
- Hohenbrugg (183)
- Leitersdorf bei Hartberg (557)
- Lichtenwald (55)
- Neustift bei Sebersdorf (173)
- Oberlimbach (110)
- Rohrbach bei Waltersdorf (298)
- Sebersdorf (767)
- Wagerberg (502)

Kommunen fick sin nuvarande form den 1 januari 2015 genom en sammanslagning av kommunerna Bad Waltersdorf och Sebersdorf samt Oberlimbach i kommunen Limbach bei Neudau. 